# 大川站 (日本)
大川站（日语：／ Ōkawa eki */?）是一個位於神奈川縣川崎市川崎區大川町，屬於東日本旅客鐵道（JR東日本）、日本貨物鐵道（JR貨物）鶴見線（大川支線）的鐵路車站。車站編號是JI 61。

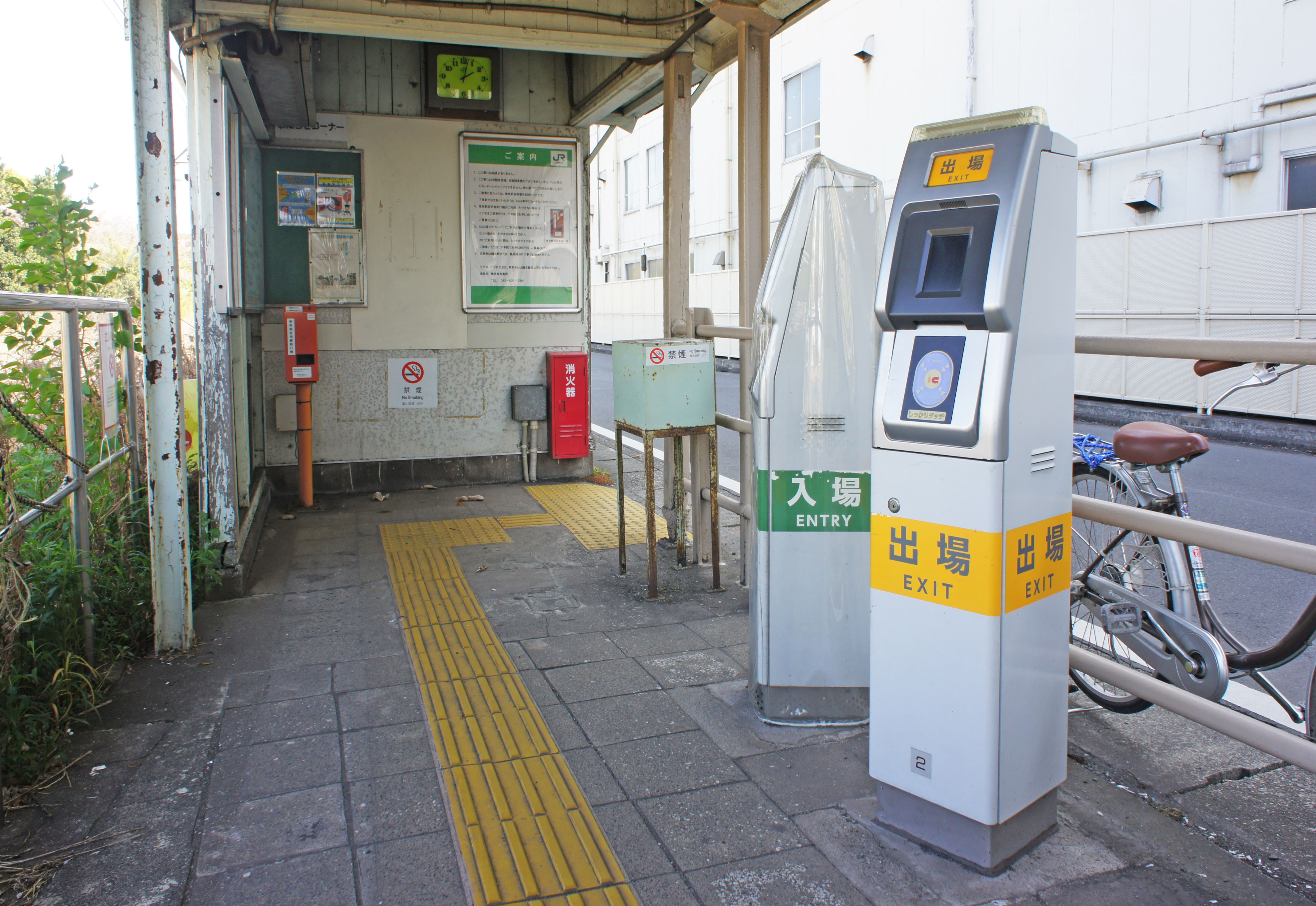
驗票口（2022年4月）

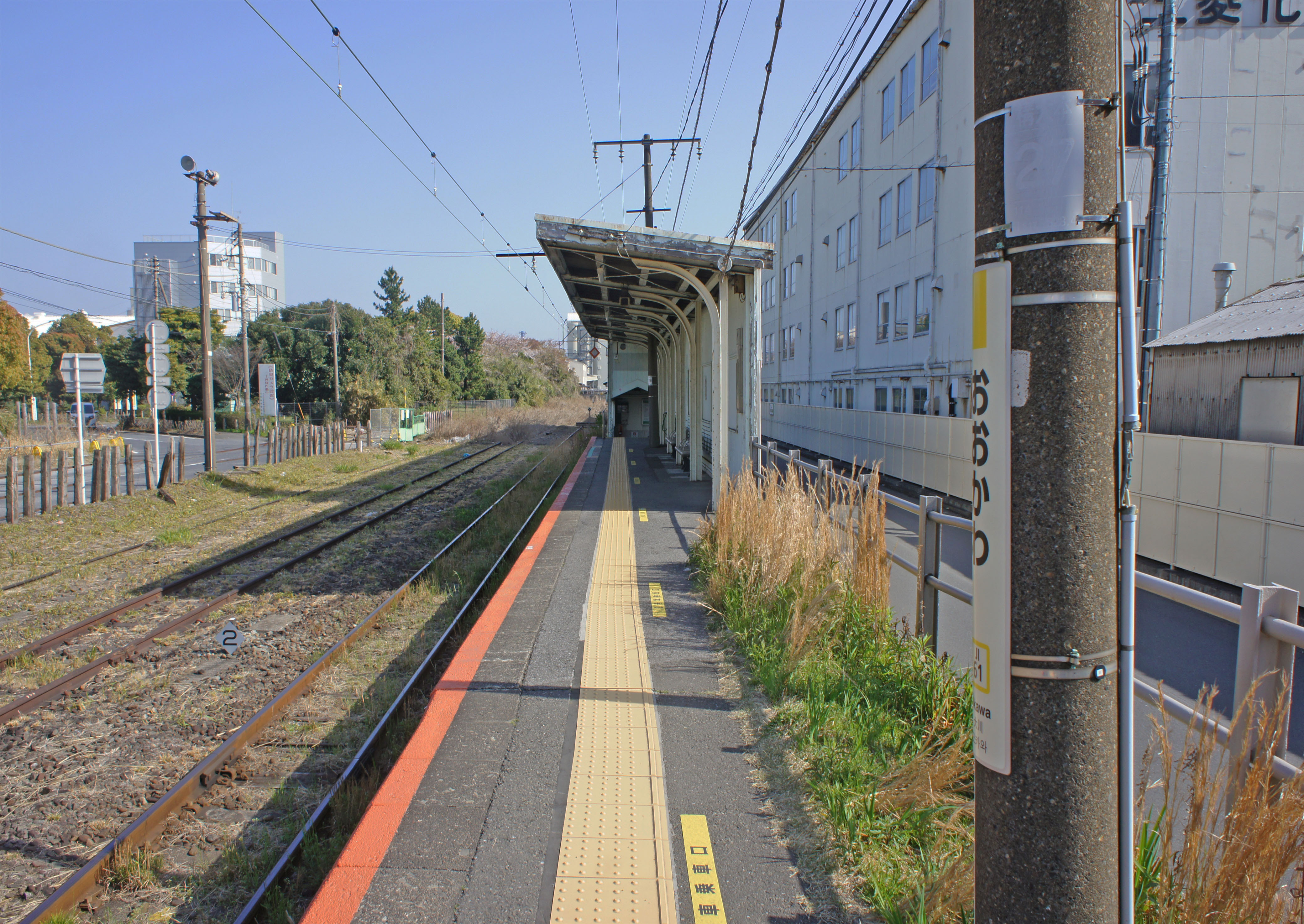
月台（2022年4月）

## 概要
本站為大川支線的終點站。此站雖位於川崎市內，但根據JR的特定都區市內制度下屬於「橫濱市內」的車站處理。

## 結構
側式月台1面1線的地面車站。站舍與月台都位於軌道西側。月台面向軌道以外還有通往昭和電工川崎事業所的專用側線，在2008年3月15日時刻表修訂之前，有貨物列車班次設定。車站西側曾有通往日清製粉的專用側線，但已於1997年6月30日廢止。

### 月台配置
| 路線   | 目的地         |
| ------ | -------------- |
| 鶴見線 | 國道、鶴見方向 |

## 使用情況

### JR東日本
2008年度的1日平均上車人次為1,009人。
近年的推移如下表。
| 年度               | 1日平均 上車人次 |
| ------------------ | ---------------- |
| 1995年（平成07年） | 1,223            |
| 1996年（平成08年） | 1,010            |
| 1997年（平成09年） | 1,018            |
| 1998年（平成10年） | 1,055            |
| 1999年（平成11年） | 1,013            |
| 2000年（平成12年） | 957              |
| 2001年（平成13年） | 975              |
| 2002年（平成14年） | 958              |
| 2003年（平成15年） | 895              |
| 2004年（平成16年） | 870              |
| 2005年（平成17年） | 946              |
| 2006年（平成18年） | 965              |
| 2007年（平成19年） | 965              |
| 2008年（平成20年） | 1,009            |

※ 無人站無正確數據把握，2009年以後不再發表。

### JR貨物
近年的各年發着噸位如下表。
| 年度   | 發送噸位 | 到着噸位 | 來源   |
| ------ | -------- | -------- | ------ |
| 1998年 |          |          |        |
| 1999年 | 966      | 3,864    | [ 3 ]  |
| 2000年 | 532      | 3,556    | [ 4 ]  |
| 2001年 | 749      | 2,940    | [ 5 ]  |
| 2002年 | 735      | 2,996    | [ 6 ]  |
| 2003年 | 805      | 3,164    | [ 7 ]  |
| 2004年 | 1,554    | 6,048    | [ 8 ]  |
| 2005年 | 1,393    | 5,600    | [ 9 ]  |
| 2006年 | 1,540    | 6,188    | [ 10 ] |
| 2007年 | 1,435    | 5,628    | [ 11 ] |

## 相鄰車站
東日本旅客鐵道（JR東日本）
 鶴見線（大川支線）
安善（JI 06）－（武藏白石）－大川（JI 61）

## 外部連結
- 車站資訊（大川）：東日本旅客鐵道（日語）